# Tamariscella
Tamariscella là một chi rêu trong họ Thuidiaceae.